# Orgullo, pasión y gloria: tres noches en la Ciudad de México
Orgullo, Pasión y Gloria: Tres Noches en la Ciudad de México es un concierto en vivo de la banda estadounidense Metallica. Éste fue grabado durante los tres conciertos en el Foro Sol de la Ciudad de México los días 4, 6 y 7 de junio de 2009 durante la gira World Magnetic Tour, promocionando el álbum Death Magnetic. Fue lanzado en cuatro versiones diferentes: en DVD, Blu-Ray, en versión Digipack con un DVD y 2 CD, y en un paquete edición de lujo con 2 DVD y 2 CD.
El DVD sólo fue lanzado en Latinoamérica, aunque también se puede obtener por medio del sitio oficial de Metallica.

## Historia
Desde la última vez que Metallica visitaba a México en 1999, la banda decide regresar 10 años después para promocionar el álbum Death Magnetic. Al abrirse una fecha para el 6 de junio de 2009, las entradas se agotan en preventa en poco más de una hora. Lo que hace que decidan abrir una segunda fecha en el Foro Sol. Más tarde se abre una tercera fecha y se anuncia que el concierto será grabado para salir en DVD.

## Lista de canciones
| DVD y Blu-Ray |                                                 |          |  |
| N.º           | Título                                          | Duración |  |
| 1.            | «The Ecstasy of Gold» (Tema de Ennio Morricone) | 3:16     |  |
| 2.            | «Creeping Death»                                | 6:42     |  |
| 3.            | «For Whom the Bell Tolls»                       | 5:43     |  |
| 4.            | «Ride the Lightning»                            | 7:03     |  |
| 5.            | «Disposable Heroes»                             | 8:40     |  |
| 6.            | «One»                                           | 8:30     |  |
| 7.            | «Broken, Beat & Scarred»                        | 6:55     |  |
| 8.            | «The Memory Remains»                            | 5:39     |  |
| 9.            | «Sad but True»                                  | 6:37     |  |
| 10.           | «The Unforgiven»                                | 5:47     |  |
| 11.           | «All Nightmare Long»                            | 7:48     |  |
| 12.           | «The Day That Never Comes»                      | 7:38     |  |
| 13.           | «Master of Puppets»                             | 8:31     |  |
| 14.           | «Fight Fire with Fire»                          | 5:23     |  |
| 15.           | «Nothing Else Matters»                          | 6:12     |  |
| 16.           | «Enter Sandman»                                 | 7:11     |  |
| 17.           | «The Wait» (Cover de Killing Joke)              | 4:39     |  |
| 18.           | «Hit the Lights»                                | 3:46     |  |
| 19.           | «Seek and Destroy»                              | 12:05    |  |
| 2:08:05       |                                                 |          |  |

DVD y 2 CD
DVD
1. The Ecstasy of Gold
2. Creeping Death
3. For Whom the Bell Tolls
4. Ride the Lightning
5. Disposable Heroes
6. One
7. Broken, Beat & Scarred
8. The Memory Remains
9. Sad but True
10. The Unforgiven
11. All Nightmare Long
12. The Day That Never Comes
13. Master of Puppets
14. Fight Fire with Fire
15. Nothing Else Matters
16. Enter Sandman
17. The Wait - Killing Joke cover
18. Hit the Lights
19. Seek and Destroy

| CD1 1. The Ecstasy of Gold 2. Creeping Death 3. For Whom the Bell Tolls 4. Ride the Lightning 5. Disposable Heroes 6. One 7. Broken, Beat & Scarred 8. The Memory Remains 9. Sad but True | CD2 1. The Unforgiven 2. All Nightmare Long 3. The Day That Never Comes 4. Master of Puppets 5. Fight Fire with Fire 6. Nothing Else Matters 7. Enter Sandman 8. The Wait - Killing Joke cover 9. Hit the Lights 10. Seek and Destroy |
2 DVD y 2 CD
| DVD 1 1. The Ecstasy of Gold 2. Creeping Death 3. For Whom the Bell Tolls 4. Ride the Lightning 5. Disposable Heroes 6. One 7. Broken, Beat & Scarred 8. The Memory Remains 9. Sad but True 10. The Unforgiven 11. All Nightmare Long 12. The Day That Never Comes 13. Master of Puppets 14. Fight Fire with Fire 15. Nothing Else Matters 16. Enter Sandman 17. The Wait - Killing Joke cover 18. Hit the Lights 19. Seek and Destroy | DVD 2 1. That Was Just Your Life 2. The End of the Line 3. Holier Than Thou 4. Cyanide 5. Blackened 6. Helpless - Diamond Head cover 7. Trapped Under Ice 8. Turn the Page - Bob Seger cover 9. The Prince - Diamond Head cover 10. No Remorse 11. Fuel 12. Wherever I May Roam 13. Harvester of Sorrow 14. Fade to Black 15. ...And Justice for All 16. Dyers Eve |
| CD1 1. The Ecstasy of Gold 2. Creeping Death 3. For Whom the Bell Tolls 4. Ride the Lightning 5. Disposable Heroes 6. One 7. Broken, Beat & Scarred 8. The Memory Remains 9. Sad but True 10. The Unforgiven | CD2 1. All Nightmare Long 2. The Day That Never Comes 3. Master of Puppets 4. Fight Fire with Fire 5. Nothing Else Matters 6. Enter Sandman 7. The Wait - Killing Joke cover 8. Hit the Lights 9. Seek and Destroy |

## Formación
- James Hetfield - Voz y guitarra rítmica
- Kirk Hammett - Guitarra líder y coros
- Robert Trujillo - Bajo y coros
- Lars Ulrich - Batería